# Emiliano Zapata, El Arenal
Emiliano Zapata är en ort i Mexiko.   Den ligger i kommunen El Arenal och delstaten Jalisco, i den centrala delen av landet, 500 km väster om huvudstaden Mexico City. Emiliano Zapata ligger 1 458 meter över havet och antalet invånare är 258.
Terrängen runt Emiliano Zapata är kuperad österut, men västerut är den platt. Runt Emiliano Zapata är det mycket tätbefolkat, med 1 095 invånare per kvadratkilometer. Närmaste större samhälle är Tala, 10,5 km sydväst om Emiliano Zapata. I omgivningarna runt Emiliano Zapata växer huvudsakligen savannskog.